# Constantin Răuță
Constantin Răuță (n. 1941 – d. 12 iunie 2020) a fost un om de știință român, fost colaborator al Direcției de Informații Externe (DIE) și disident român.
Constantin Răuță a absolvit Facultatea de Electronică și Construcții în anul 1966, apoi a lucrat în anii 1970 ca inginer la IPROCHIM București și la Ministerul Chimiei, domeniu coordonat de Elena Ceaușescu și de Securitate, deoarece, ca orice sector economic strategic, cel chimic se afla sub controlul DIE, din DSS (Departamentul Securității Statului).
DIE i-a cerut lui Răuță să accepte să devină colaborator al acestui serviciu, dacă voia să i se permită să plece la studii în străinătate.
A acceptat numele conspirativ "Călin" și a promis ca atât timp cât se va afla în străinătate va îndeplini misiuni de spionaj pentru DIE, el fiind instruit pentru executarea unor misiuni "anti-NATO".
A rămas în Statele Unite la data de 24 noiembrie 1973, în timpul pregătirii unei vizite efectuate de Nicolae Ceaușescu în SUA.
După 1973, a organizat și participat la numeroase proteste împotriva încălcării drepturilor omului în România, a fost prezent la audieri în Congresul SUA, a vorbit la posturile de radio Vocea Americii și Radio Europa Liberă, devenind figură emblematică a emigrației românești.
La data de 2 septembrie 1974, a fost condamnat în lipsă pentru trădare, fiind condamnat la moarte.
Răuță a lucrat timp de 24 de ani la centrul de cercetări al NASA Goddard Space Flight Center Greenbelt din Maryland și pentru Marina SUA, fiind implicat și în dezvoltarea sistemului de protecție antirachete balistice (sistemul SM-3, mai cunoscut ca scutul antirachetă) sau în proiectul telescopului spațial Hubble.
Deși imediat după 1990, Constantin Răuță primise pașaport românesc și călătorise de mai multe ori în România (ba chiar i-a fost prelungit pașaportul de către autorități în 1995), dintr-odată, în 2005, este anunțat că i s-a retras cetățenia română, fiind condamnat la moarte.
Constantin Răuță declară că Serviciul de Informații Externe (SIE) a încercat să-l racoleze în 1996, iar refuzul său de a participa la această acțiune de racolare i-a adus numai necazuri, SIE anulându-i imediat cetățenia română și tergiversând ani la rând acordarea acesteia.
În 2005, când a cerut reînnoirea pașaportului, a fost informat de Oficiul Pașapoarte că îi fusese anulată cetățenia română.
În 2008, când a cerut anularea condamnării la moarte, șeful Tribunalului Militar Teritorial București, Mihai Hondor, a decis să mențină condamnarea la moarte pronunțată de regimul comunist. De data aceasta, condamnarea era menținută într-o țară care abolise pedeapsa cu moartea în 1990. Absurdul a continuat, pentru că și această decizie a fost reconfirmată de Instanța Supremă prin Decizia nr. 293/ianuarie 29, 2009. Răuță a trimis cazul său la Curtea Europeană pentru Drepturile Omului (CEDO) "pentru încălcarea dreptului la viață, la libertate, la avere, la un proces echitabil, nu doar de către justiția română comunistă, dar și de cea post-decembristă".
În ianuarie 2010, Tribunalul Militar Teritorial București (TMTB), instanță de executare în cazul Răuță, a anulat mandatul de executare a sentinței de condamnare la moarte.
În ianuarie 2011, Constantin Răuță a obținut din nou cetățenia română.